# A Crash és Bernstein epizódjainak listája
Ez a lista a Crash és Bernstein című amerikai televíziós sorozat epizódjait tartalmazza.

## Évados áttekintés
| Évad | Évad | Epizódok | Eredeti sugárzás | Eredeti sugárzás    | Magyar sugárzás     | Magyar sugárzás     |
| Évad | Évad | Epizódok | Évadpremier      | Évadfinálé          | Évadpremier         | Évadfinálé          |
| ---- | ---- | -------- | ---------------- | ------------------- | ------------------- | ------------------- |
|      | 1    | 26       | 2012. október 8. | 2013. szeptember 9. | 2014. szeptember 6. | 2015. augusztus 30. |
|      | 2    | 13       | 2013. október 7. | 2014. augusztus 11. | 2015. október 31.   | 2016. február 14.   |

## Epizódok

### 1. évad
| #   | Eredeti cím                   | Magyar epizódcím           | Rendezte          | Írta                           | Eredeti premier     | Magyar premier       |
| --- | ----------------------------- | -------------------------- | ----------------- | ------------------------------ | ------------------- | -------------------- |
| 1.  | Crash Lands                   | Crash világa               | Bruce Leddy       | Eric Friedman                  | 2012. október 8.    | 2014. szeptember 6.  |
| 2.  | Scaredy Crash                 | Crash félelme              | Robbie Countryman | T. Sean Shannon                | 2012. október 15.   | 2014. szeptember 7.  |
| 3.  | Coach Crash                   | Crash edző                 | Bruce Leddy       | Jim Armogida, Steve Armogida   | 2012. október 22.   | 2014. szeptember 13. |
| 4.  | Educating Crash               | Crash iskolába megy        | Bruce Leddy       | Mike Larsen                    | 2012. október 29.   | 2015. április 15.    |
| 5.  | Party Crasher                 | Partizó Crash              | Robbie Countryman | Ryan Levin                     | 2012. november 5.   | 2014. szeptember 20. |
| 6.  | Home Alone... With Crash      | Egyedül otthon...Crash-sel | Bruce Leddy       | David Nichols                  | 2012. november 12.  | 2014. szeptember 27. |
| 7.  | Motorcycle Crash              | Motoros Crash              | Bruce Leddy       | Eric Friedman                  | 2012. november 26.  | 2014. október 4.     |
| 8.  | Undercover Crash              | Crash ügynök               | Rich Correll      | Ryan Levin                     | 2013. január 14.    | 2014. október 11.    |
| 9.  | System Crash                  | Crash módszer              | Rich Correll      | Tiffany Lo, Ethel Lung         | 2013. január 21.    | 2014. október 18.    |
| 10. | Crash Crush                   | Crash randija              | Dan Milano        | T. Sean Shannon                | 2013. január 28.    | 2014. október 25.    |
| 11. | Shorty Crash                  | Crash tökmag               | Brent Carpenter   | Jim Armogida, Steve Armogida   | 2013. február 4.    | 2014. november 1.    |
| 12. | Release the Crashen           | Kibocsátja Crasht          | Sean Mulcahy      | Erinne Dobson, Shannon Fopeano | 2013. február 11.   | 2014. december 6.    |
| 13. | Cold Hard Crash               | Keményen hideg Crash       | Sean Mulcahy      | Tim Brenner                    | 2013. február 18.   | 2014. december 13.   |
| 14. | Crashtagion                   | Crash csattanás            | Bruce Leddy       | David Nichols                  | 2013. február 25.   | 2014. december 20.   |
| 15. | Crash Jacked                  | Kocsiemelő Crash           | Sean Mulcahy      | Clark Taylor, Mike Larsen      | 2013. március 4.    | 2014. december 27.   |
| 16. | Crash vs. Flex                | Crash kontra Flex          | Bruce Leddy       | Lisa K. Nelson                 | 2013. március 11.   | 2015. március 2.     |
| 17. | Crashus Maximus               | Crashus Maximus            | Sean Mulcahy      | Matt Price                     | 2013. március 18.   | 2015. március 3.     |
| 18. | Crashlemania                  | Birkózó Crash              | Shelley Jensen    | Jim Armogida, Steve Armogida   | 2013. március 25.   | 2015. március 4.     |
| 19. | Comic Book Crash              | Képregény Crash            | Shelley Jensen    | Jason Nash                     | 2013. április 15.   | 2015. március 5.     |
| 20. | Parade Crasher                | Crash csillogtat           | Rich Correll      | Erinne Dobson, Shannon Fopeano | 2013. április 22.   | 2015. március 6.     |
| 21. | Crashy McSmartypants          | Crash, a zseni             | Sean Mulcahy      | Mike Larsen                    | 2013. június 25.    | 2015. augusztus 2.   |
| 22. | Monster Crash                 | Crash felügyelő            | Bruce Leddy       | David Nichols                  | 2013. július 8.     | 2015. augusztus 9.   |
| 23. | Crash Asks Too Many Questions | Crash kvíz                 | Sean Mulcahy      | Eric Friedman                  | 2013. július 15.    | 2015. augusztus 23.  |
| 24. | Crash the Man                 | Crash férfivá válik        | Sean Mulcahy      | Doc Kemker                     | 2013. július 22.    | 2015. augusztus 16.  |
| 25. | Crash on the Run              | Crash, a szökevény         | Bruce Leddy       | Lisa K. Nelson, Eric Friedman  | 2013. szeptember 9. | 2015. augusztus 30.  |
| 26. | Crash on the Run              | Crash, a szökevény         | Bruce Leddy       | Lisa K. Nelson, Eric Friedman  | 2013. szeptember 9. | 2015. augusztus 30.  |

### 2. évad
| #   | Eredeti cím                | Magyar cím                       | Rendezte         | Írta                         | Eredeti premier     | Magyar premier     |
| --- | -------------------------- | -------------------------------- | ---------------- | ---------------------------- | ------------------- | ------------------ |
| 27. | The Nosejob Job            | Az orr                           | Bruce Leddy      | Eric Friedman                | 2013. október 7.    | 2015. december 6.  |
| 28. | Health-o-ween              | Egészséges Halloween             | Bruce Leddy      | Mike Larsen                  | 2013. október 14.   | 2015. október 31.  |
| 29. | Crash Is Having a Baby     | Crash gyereket vár               | Sean Mulcahy     | Steve Armogida, Jim Armogida | 2013. október 21.   | 2015. december 13. |
| 30. | Trash & Bernstein          | Trash és Crash                   | Hugh Martin      | Natalie Barbrie, Tim Brenner | 2013. október 28.   | 2015. december 20. |
| 31. | Frat Chance                | Tesó-ház                         | Sean Mulcahy     | Jon Ross                     | 2013. november 18.  | 2016. február 7.   |
| 32. | Action Zero                | Az anti-hős                      | Victor Gonzalez  | Doc Kemker                   | 2013. november 19.  | 2015. december 27. |
| 33. | Like Father, Like Purple   | Madarat tolláról, embert liláról | Sean Mulcahy     | Mike Larsen                  | 2013. november 20.  | 2016. január 3.    |
| 34. | Merry Crashenfest          | Boldog Crash-napot!              | Sean Mulcahy     | Jon Ross                     | 2013. december 3.   | 2015. december 10. |
| 35. | Duck, Duck, Crash          | Háp-háp Crash                    | Marian Deaton    | Shannon Fopeano              | 2014. július 7.     | 2016. január 10.   |
| 36. | Escape from Bigfoot Island | Menekülés a Jeti-szigetről       | Bruce Leddy      | Doc Kemker                   | 2014. július 18.    | 2016. február 14.  |
| 37. | Monkey Business            | Gépzsír majom                    | Eric Dean Seaton | Natalie Barbrie, Tim Brenner | 2014. július 21     | 2016. január 17.   |
| 38. | Flushed in Space           | Zűr az űrben                     | Brent Carpenter  | Steve Armogida, Jim Armogida | 2014. július 28.    | 2016. január 24.   |
| 39. | Double Header              | A kétfejű                        | Marian Deaton    | Eric Friedman                | 2014. augusztus 11. | 2016. január 31.   |